# مصطفى هدهود
مصطفى كامل عبد الباسط مصطفى هدهود ، محافظ البحيرة الأسبق، وعسكري مصري سابق برتبة لواء. شغل أيضا منصب نائب رئيس المخابرات الحربية ومستشار وزير الإنتاج الحربي.

## حياته
هو اللواء مصطفى كامل عبد الباسط مصطفى هدهود مواليد صفط زريق – ديرب نجم – محافظة الشرقية
تخرج من الكلية الفنية العسكرية المصرية قسم الهندسة الكيميائية 
حصل على دبلومه في الهندسة الكيميائية عام 1971 
حصل على ماجستير في الهندسة الكيميائية عام 1974 من تشيكوسلوفاكيا كما حصل على الدكتوراه عام 1976
من عام 2000 حتى 2007 شغل اللواء مصطفى هدهود منصب نائب رئيس المخابرات الحربية،
ثم عُيّٓن مستشارا لوزير الإنتاج الحربي ثم رئيس مجلس إدارة مركز البحوث والتصميم والتطور والتكنولوجي ثم عضو بالجمعية العامة للشركة القابضة للصناعات الكيميائية ثم عضو المجالس القومية المتخصصة بوزارة البترول 
درس الدكتور مصطفى هدهود في الكلية الفنية العسكرية وكلية الهندسة جامعة القاهرة وكلية العلوم جامعة الزقازيق .

## جوائزه
حصل على العديد من الأنواط وشهادات التقدير مثل:
- 1968 : نوط الواجب العسكري من الطبقة الأولى
- 1986 : نوط الامتياز من الطبقة الأولى
- 1990 : ميدالية الخدة الطويلة والقدوة الحسنة من الطبقة الأولى
- 1998 : نوط الخدمة الممتازة
- 2000 : وسام الجمهورية من الطبقة الثانية